# Ernst Lindig (Konservator)

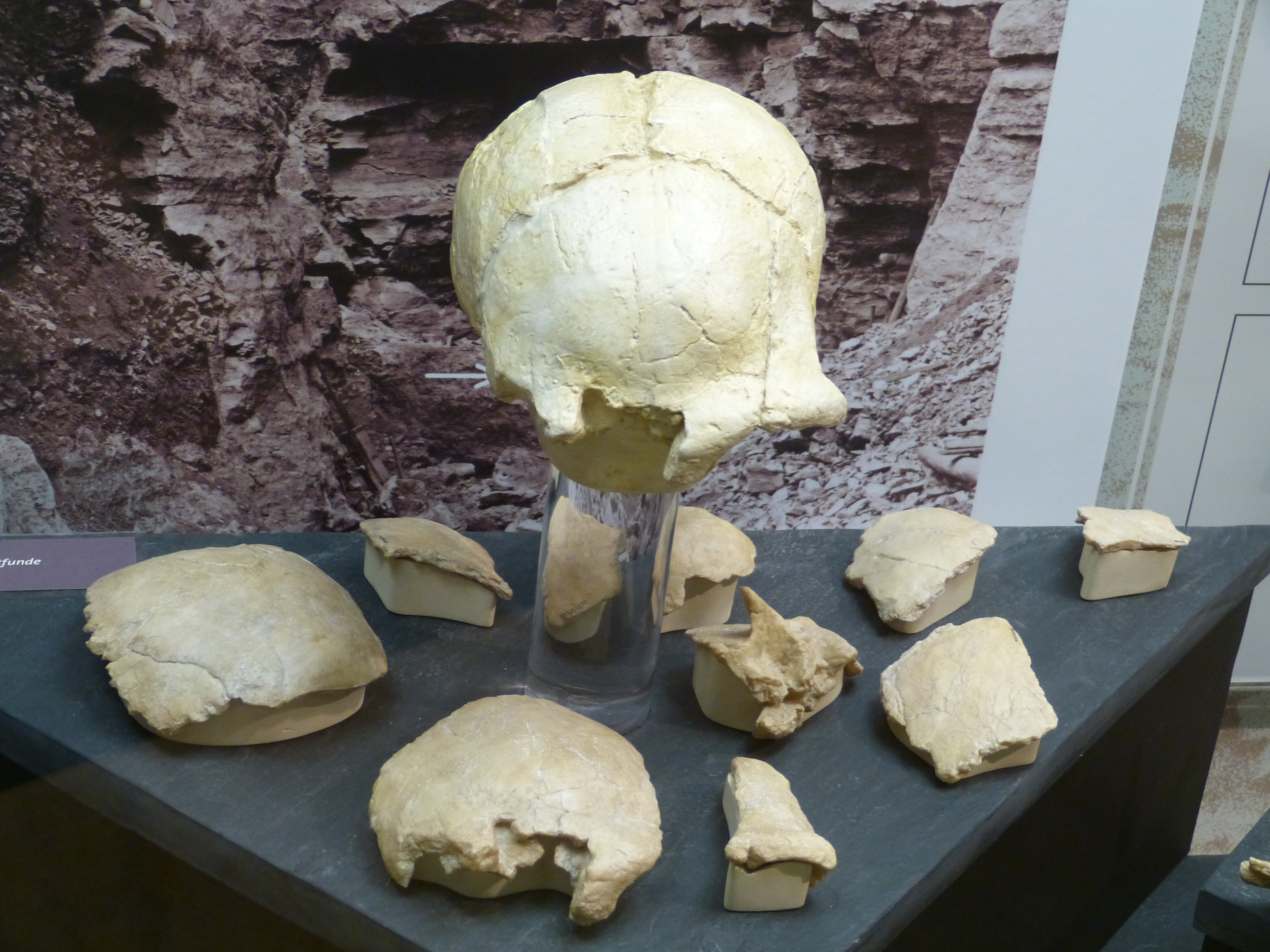
Reste der Ehringsdorfer „Urmenschen“, Museum für Ur- und Frühgeschichte Thüringens, Weimar

Ernst Lindig (geb. 26. Oktober 1869 in Waltershausen; gest. 15. April 1934 in Weimar) war ein deutscher Museumsmitarbeiter.

## Leben
Ernst Lindig war gelernter Zinngießer. Von 1907 bis zu seinem Tod 1934 war er als Präparator und Museumsdiener am Museum für Ur- und Frühgeschichte Thüringens tätig. Bekannt wurde seine 1925 erfolgte mustergültige Freilegung des Ehringsdorfer Schädels aus dem diesen umhüllenden Travertin, die er zusammen mit seinem Sohn Kurt Lindig vollzog. Er und sein Sohn werteten den Fund der Schädelkalotte als „Neandertaler“.
Sein Grab befindet sich auf dem Hauptfriedhof in Weimar.

## Ehrungen
In Ehringsdorf gibt es seit 2016 einen Ernst- und Kurt-Lindig-Weg nahe dem Fundort des Ehringsdorfer Urmenschen.